# Mark Bresciano
Mark Bresciano (Melbourne, 11 februari 1980) is een Australisch voetballer die bij voorkeur als aanvallende middenvelder speelt. Hij tekende in 2012 een contract bij het Qatarese Al-Gharafa. In juni 2001 debuteerde hij in het Australisch voetbalelftal, waarvoor hij daarna meer dan zestig interlands speelde.

## Clubcarrière

### Australië
Bresciano speelde als jeugdvoetballer bij de lokale club Bulleen Lions in zijn geboortestad Melbourne. Voor deze club maakte hij in 1995 op vijftienjarige leeftijd zijn debuut in het eerste elftal in de Victorian Premier League. Aan het einde van het seizoen 1997 en na de afronding van zijn middelbare school, kreeg Bresciano een plaats aangeboden in het Australian Institute Of Sport. Na een jaar bij het AIS tekende hij in 1998 een contract bij Carlton SC, dat destijds uitkwam in de National Soccer League.

### Italië
Hoewel de Australiërs het bekendst zijn met het Engelse voetbal, was het voor Bresciano nooit een eerste wens om in Engeland te spelen. Als zoon van een Italiaanse vader was Italië zijn doel. In 1999 vertrok de middenvelder naar Italië, waar Bresciano een contract tekende bij Empoli FC uit de Serie B. Hij werd als snel een vaste waarde en mede dankzij zijn negen doelpunten in het seizoen 2001/2002 promoveerde Empoli FC naar de Serie A. Na deze promotie werd Bresciano aangekocht door AC Parma voor zeven miljoen euro, destijds een record voor een Australische voetballer. Ook bij deze club werd hij al snel een belangrijke waarde. Na een vijfde plaats in 2003 en 2004 volgde een dramatisch seizoen 2004/2005 waarin AC Parma degradatie ternauwernood ontliep. In de UEFA Cup presteerde Bresciano en AC Parma een stuk beter met een plaats in de halve finales. In het seizoen 2005/2006 speelde AC Parma een stuk beter in de Serie A en de club eindigde op de tiende plaats. Desondanks vertrok Bresciano in juli 2006 naar USC Palermo. Hij kende een uitstekend debuut met een doelpunt tegen Reggina in de eerste competitiewedstrijd van het seizoen. Met USC Palermo behaalde de middenvelder uiteindelijk een verrassende vijfde plaats in het seizoen 2006/2007. Manchester City wilde Bresciano in augustus 2007 inlijven en de middenvelder zag een nieuwe uitdaging wel zitten. USC Palermo en Manchester City bereikten een akkoord over de transfer, waarmee zes miljoen euro gemoeid zou zijn. Bresciano vertrok naar Engeland om mee te trainen met Manchester City, maar hij moest terugkeren naar Italië toen de deal uiteindelijk toch geen doorgang vond doordat de clubs het niet eens konden worden over de betaling van de transfersom. Bresciano legde zich neer bij deze situatie en hij ging verder bij USC Palermo. Op 3 juli 2010 tekende hij bij Lazio Roma een tweejarig contract. Hij maakte zijn debuut op 12 september in een competitiewedstrijd tegen Bologna FC. Zijn enige doelpunt voor Lazio maakte hij op 27 oktober tijdens een wedstrijd in de derde ronde van de Coppa Italia tegen Portobuffolé Summaga. In de 54e minuut scoorde hij het derde doelpunt voor Lazio en bepaalde hij de eindstand op 3-0.

### Qatar
Op 9 augustus 2011 tekende Bresciano een contract bij Al-Nasr SC uit de Liga van de Verenigde Arabische Emiraten. In 17 competitieduels maakte hij tien doelpunten. Tevens speelde hij mee in de groepsfase van de AFC Champions League. Op 6 augustus 2012 stapte Mark Bresciano over naar het Qatarese Al-Gharafa, een club die uitkomt in de Qatari League. Hij tekende een driejarig contract.

## Interlandcarrière

### Australië -20
Bresciano speelde in 1999 met Australië op het Wereldkampioenschap voetbal onder 20 in Nigeria. Een jaar later nam hij met de Olyroos, het Australisch Olympisch elftal, deel aan de Olympische Spelen 2000 van Sydney. Het voetbaltoernooi werd een teleurstelling voor het gastland, aangezien Australië de drie groepswedstrijden allemaal verloor. Bresciano speelde als invaller tegen Italië en Honduras.

### Australië
Bresciano debuteerde op 1 juni 2001 in het Australisch voetbalelftal tijdens een wedstrijd om de FIFA Confederations Cup tegen Frankrijk. Hij kwam als vervanger van Josip Skoko twaalf minuten voor tijd in het veld.
Bresciano miste in 2005 de FIFA Confederations Cup omdat hij met AC Parma een promotie/degradatie-duel tegen Bologna FC moest spelen. Het duel werd uiteindelijk door Parma gewonnen.
Met de Socceroos plaatste Bresciano zich in november 2005 ten koste van Uruguay voor het Wereldkampioenschap voetbal 2006. In de return in Sydney maakte de middenvelder het enige doelpunt, waarna Australië na een strafschoppenserie de betere was. In 2006 was Bresciano met Australië actief op het WK en bereikte hij met zijn land de achtste finale, waarin verloren werd van de latere wereldkampioen Italië. Bresciano speelde in alle WK-wedstrijden van de Socceroos. Tegen Japan en Italië was hij basisspeler en tegen Brazilië en Kroatië kwam de middenvelder als vervanger van respectievelijk Tony Popović en Mile Sterjovski in het veld.
Bresciano behoorde tot de selectie voor de Azië Cup 2007, het eerste Aziatische toernooi waaraan Australië deelnam na de overstap van de OFC naar de AFC in januari 2007. Bresciano was basisspeler in alle wedstrijden op het toernooi, waarop Australië in de kwartfinale na strafschoppen werd uitgeschakeld door Japan.
| Interlands van Mark Bresciano voor Australië | Interlands van Mark Bresciano voor Australië | Interlands van Mark Bresciano voor Australië | Interlands van Mark Bresciano voor Australië | Interlands van Mark Bresciano voor Australië | Interlands van Mark Bresciano voor Australië | Interlands van Mark Bresciano voor Australië |
| №                                            | Datum                                        | Wedstrijd                                    | Uitslag                                      | Soort wedstrijd                              | Doelpunten                                   |                                              |
| Als speler bij Empoli FC                     | Als speler bij Empoli FC                     | Als speler bij Empoli FC                     | Als speler bij Empoli FC                     | Als speler bij Empoli FC                     | Als speler bij Empoli FC                     | Als speler bij Empoli FC                     |
| -------------------------------------------- | -------------------------------------------- | -------------------------------------------- | -------------------------------------------- | -------------------------------------------- | -------------------------------------------- | -------------------------------------------- |
| 1.                                           | 1 juni 2001                                  | Australië – Frankrijk                        | 1 – 0                                        | FIFA Confederations Cup 2001                 | 0                                            |                                              |
| 2.                                           | 3 juni 2001                                  | Zuid-Korea – Australië                       | 1 – 0                                        | FIFA Confederations Cup 2001                 | 0                                            |                                              |
| 3.                                           | 7 juni 2001                                  | Japan – Australië                            | 1 – 0                                        | FIFA Confederations Cup 2001                 | 0                                            |                                              |
| 4.                                           | 9 juni 2001                                  | Australië – Brazilië                         | 1 – 0                                        | FIFA Confederations Cup 2001                 | 0                                            |                                              |
| 5.                                           | 24 juni 2001                                 | Australië – Nieuw-Zeeland                    | 4 – 1                                        | Kwalificatie WK 2002                         | 0                                            |                                              |
| 6.                                           | 11 november 2001                             | Australië – Frankrijk                        | 1 – 1                                        | Vriendschappelijk                            | 0                                            |                                              |
| Als speler bij Parma FC                      |                                              |                                              |                                              |                                              |                                              |                                              |
| 7.                                           | 12 februari 2003                             | Engeland – Australië                         | 1 – 3                                        | Vriendschappelijk                            | 0                                            |                                              |
| 8.                                           | 19 augustus 2003                             | Ierland – Australië                          | 2 – 1                                        | Vriendschappelijk                            | 0                                            |                                              |
| 9.                                           | 7 september 2003                             | Australië – Jamaica                          | 2 – 1                                        | Vriendschappelijk                            | 1                                            |                                              |
| 10.                                          | 18 februari 2004                             | Venezuela – Australië                        | 1 – 1                                        | Vriendschappelijk                            | 0                                            |                                              |
| 11.                                          | 30 maart 2004                                | Zuid-Afrika – Australië                      | 0 – 1                                        | Vriendschappelijk                            | 1                                            |                                              |
| 12.                                          | 21 mei 2004                                  | Australië – Turkije                          | 1 – 3                                        | Vriendschappelijk                            | 1                                            |                                              |
| 13.                                          | 24 mei 2004                                  | Australië – Turkije                          | 0 – 1                                        | Vriendschappelijk                            | 0                                            |                                              |
| 14.                                          | 29 mei 2004                                  | Australië – Nieuw-Zeeland                    | 1 – 0                                        | Kwalificatie WK 2006                         | 1                                            |                                              |
| 15.                                          | 16 november 2004                             | Australië – Noorwegen                        | 2 – 2                                        | Vriendschappelijk                            | 0                                            |                                              |
| 16.                                          | 9 februari 2005                              | Zuid-Afrika – Australië                      | 1 – 1                                        | Vriendschappelijk                            | 0                                            |                                              |
| 17.                                          | 26 maart 2005                                | Australië – Irak                             | 2 – 1                                        | Vriendschappelijk                            | 1                                            |                                              |
| 18.                                          | 3 september 2005                             | Australië – Salomonseilanden                 | 7 – 0                                        | Kwalificatie WK 2006                         | 0                                            |                                              |
| 19.                                          | 6 september 2005                             | Salomonseilanden – Australië                 | 1 – 2                                        | Kwalificatie WK 2006                         | 0                                            |                                              |
| 20.                                          | 9 oktober 2005                               | Australië – Jamaica                          | 5 – 0                                        | Vriendschappelijk                            | 1                                            |                                              |
| 21.                                          | 12 november 2005                             | Uruguay – Australië                          | 1 – 0                                        | Kwalificatie WK 2006                         | 0                                            |                                              |
| 22.                                          | 16 november 2005                             | Australië – Uruguay                          | 1 – 0 (4 – 2 n.s.)                           | Kwalificatie WK 2006                         | 1                                            |                                              |
| 23.                                          | 25 mei 2006                                  | Australië – Griekenland                      | 1 – 0                                        | Vriendschappelijk                            | 0                                            |                                              |
| 24.                                          | 4 juni 2006                                  | Nederland – Australië                        | 1 – 1                                        | Vriendschappelijk                            | 0                                            |                                              |
| 25.                                          | 12 juni 2006                                 | Australië – Japan                            | 3 – 1                                        | WK 2006                                      | 0                                            |                                              |
| 26.                                          | 18 juni 2006                                 | Brazilië – Australië                         | 2 – 0                                        | WK 2006                                      | 0                                            |                                              |
| 27.                                          | 22 juni 2006                                 | Kroatië – Australië                          | 2 – 2                                        | WK 2006                                      | 0                                            |                                              |
| 28.                                          | 26 juni 2006                                 | Italië – Australië                           | 1 – 0                                        | WK 2006                                      | 0                                            |                                              |
| Als speler bij US Palermo                    |                                              |                                              |                                              |                                              |                                              |                                              |
| 29.                                          | 7 oktober 2006                               | Australië – Paraguay                         | 1 – 1                                        | Vriendschappelijk                            | 0                                            |                                              |
| 30.                                          | 11 oktober 2006                              | Australië – Bahrein                          | 2 – 0                                        | Kwalificatie Azië Cup 2007                   | 1                                            |                                              |
| 31.                                          | 14 november 2006                             | Australië – Ghana                            | 1 – 1                                        | Vriendschappelijk                            | 0                                            |                                              |
| 32.                                          | 24 maart 2007                                | China – Australië                            | 0 – 2                                        | Vriendschappelijk                            | 1                                            |                                              |
| 33.                                          | 30 juni 2007                                 | Singapore – Australië                        | 0 – 3                                        | Vriendschappelijk                            | 0                                            |                                              |
| 34.                                          | 8 juli 2007                                  | Australië – Oman                             | 1 – 1                                        | Azië Cup 2007                                | 0                                            |                                              |
| 35.                                          | 13 juli 2007                                 | Irak – Australië                             | 3 – 1                                        | Azië Cup 2007                                | 0                                            |                                              |
| 36.                                          | 16 juli 2007                                 | Thailand – Australië                         | 0 – 4                                        | Azië Cup 2007                                | 0                                            |                                              |
| 37.                                          | 21 juli 2007                                 | Japan – Australië                            | 1 – 1 (4 – 3 n.s.)                           | Azië Cup 2007                                | 0                                            |                                              |
| 38.                                          | 11 september 2007                            | Australië – Argentinië                       | 0 – 1                                        | Vriendschappelijk                            | 0                                            |                                              |
| 39.                                          | 6 februari 2008                              | Australië – Qatar                            | 3 – 0                                        | Kwalificatie WK 2010                         | 1                                            |                                              |
| 40.                                          | 26 maart 2008                                | China – Australië                            | 0 – 0                                        | Kwalificatie WK 2010                         | 0                                            |                                              |
| 41.                                          | 1 juni 2008                                  | Australië – Irak                             | 1 – 0                                        | Kwalificatie WK 2010                         | 0                                            |                                              |
| 42.                                          | 14 juni 2008                                 | Qatar – Australië                            | 1 – 3                                        | Kwalificatie WK 2010                         | 0                                            |                                              |
| 43.                                          | 19 augustus 2008                             | Australië – Zuid-Afrika                      | 2 – 2                                        | Vriendschappelijk                            | 0                                            |                                              |
| 44.                                          | 6 september 2008                             | Nederland – Australië                        | 1 – 2                                        | Vriendschappelijk                            | 0                                            |                                              |
| 45.                                          | 10 september 2008                            | Oezbekistan – Australië                      | 0 – 1                                        | Kwalificatie WK 2010                         | 0                                            |                                              |
| 46.                                          | 19 november 2008                             | Bahrein – Australië                          | 0 – 1                                        | Kwalificatie WK 2010                         | 1                                            |                                              |
| 47.                                          | 11 februari 2009                             | Japan – Australië                            | 0 – 0                                        | Kwalificatie WK 2010                         | 0                                            |                                              |
| 48.                                          | 1 april 2009                                 | Australië – Oezbekistan                      | 2 – 0                                        | Kwalificatie WK 2010                         | 0                                            |                                              |
| 49.                                          | 6 juni 2009                                  | Qatar – Australië                            | 0 – 0                                        | Kwalificatie WK 2010                         | 0                                            |                                              |
| 50.                                          | 12 augustus 2009                             | Ierland – Australië                          | 0 – 3                                        | Vriendschappelijk                            | 0                                            |                                              |
| 51.                                          | 5 september 2009                             | Zuid-Korea – Australië                       | 3 – 1                                        | Vriendschappelijk                            | 0                                            |                                              |
| 52.                                          | 14 november 2009                             | Oman – Australië                             | 1 – 2                                        | Kwalificatie Azië Cup 2011                   | 0                                            |                                              |
| 53.                                          | 24 mei 2010                                  | Australië – Nieuw-Zeeland                    | 2 – 1                                        | Vriendschappelijk                            | 0                                            |                                              |
| 54.                                          | 1 juni 2010                                  | Australië – Denemarken                       | 1 – 0                                        | Vriendschappelijk                            | 0                                            |                                              |
| 55.                                          | 5 juni 2010                                  | Verenigde Staten – Australië                 | 3 – 1                                        | Vriendschappelijk                            | 0                                            |                                              |
| 56.                                          | 19 juni 2010                                 | Ghana – Australië                            | 1 – 1                                        | WK 2010                                      | 0                                            |                                              |
| 57.                                          | 23 juni 2010                                 | Australië – Servië                           | 2 – 1                                        | WK 2010                                      | 0                                            |                                              |
| Als speler bij Al-Nasr SC                    |                                              |                                              |                                              |                                              |                                              |                                              |
| 58.                                          | 29 februari 2012                             | Australië – Saoedi-Arabië                    | 4 – 2                                        | Kwalificatie WK 2014                         | 0                                            |                                              |
| 59.                                          | 2 juni 2012                                  | Denemarken – Australië                       | 2 – 0                                        | Vriendschappelijk                            | 0                                            |                                              |
| 60.                                          | 8 juni 2012                                  | Oman – Australië                             | 0 – 0                                        | Kwalificatie WK 2014                         | 0                                            |                                              |
| 61.                                          | 12 juni 2012                                 | Australië – Japan                            | 1 – 1                                        | Kwalificatie WK 2014                         | 0                                            |                                              |
| Als speler bij Al-Gharafa                    |                                              |                                              |                                              |                                              |                                              |                                              |
| 62.                                          | 15 augustus 2012                             | Schotland – Australië                        | 3 – 1                                        | Vriendschappelijk                            | 1                                            |                                              |
| 63.                                          | 6 september 2012                             | Libanon – Australië                          | 0 – 3                                        | Vriendschappelijk                            | 0                                            |                                              |
| 64.                                          | 11 september 2012                            | Jordanië – Australië                         | 2 – 1                                        | Kwalificatie WK 2014                         | 0                                            |                                              |
| 65.                                          | 6 februari 2013                              | Roemenië – Australië                         | 3 – 2                                        | Vriendschappelijk                            | 0                                            |                                              |
| 66.                                          | 26 maart 2013                                | Australië – Oman                             | 2 – 2                                        | Kwalificatie WK 2014                         | 0                                            |                                              |
| 67.                                          | 4 juni 2013                                  | Japan – Australië                            | 1 – 1                                        | Kwalificatie WK 2014                         | 0                                            |                                              |
| 68.                                          | 11 juni 2013                                 | Australië – Jordanië                         | 4 – 0                                        | Kwalificatie WK 2014                         | 1                                            |                                              |
| 69.                                          | 18 juni 2013                                 | Australië – Irak                             | 1 – 0                                        | Kwalificatie WK 2014                         | 0                                            |                                              |
| 70.                                          | 7 september 2013                             | Brazilië – Australië                         | 6 – 0                                        | Vriendschappelijk                            | 0                                            |                                              |
| 71.                                          | 11 oktober 2013                              | Frankrijk – Australië                        | 6 – 0                                        | Vriendschappelijk                            | 0                                            |                                              |
| 72.                                          | 15 oktober 2013                              | Canada – Australië                           | 0 – 3                                        | Vriendschappelijk                            | 0                                            |                                              |
| 73.                                          | 19 november 2013                             | Australië – Costa Rica                       | 0 – 1                                        | Vriendschappelijk                            | 0                                            |                                              |
| 74.                                          | 7 juni 2014                                  | Kroatië – Australië                          | 1 – 0                                        | Vriendschappelijk                            | 0                                            |                                              |
| 75.                                          | 13 juni 2014                                 | Chili – Australië                            | 3 – 1                                        | WK 2014                                      | 0                                            |                                              |
| 76.                                          | 17 juni 2014                                 | Australië – Nederland                        | 2 – 3                                        | WK 2014                                      | 0                                            |                                              |

Bijgewerkt op 18 juni 2014.

## Persoonlijk
Bresciano heeft een Italiaanse vader en een Kroatische moeder. Gezien zijn Italiaanse achtergrond wordt hij soms Marco genoemd.
Mark Bresciano is bevriend met Vince Grella. Hij en Grella kwamen voor het eerst met elkaar in contact tijdens de schoolvoetbaltoernooien van Melbourne in hun basisschoolperiode. Later zouden ze samenspelen bij het Australian Institute Of Sport, Carlton SC, Empoli FC, AC Parma en de verschillende vertegenwoordigende elftallen van Australië. In juni 2005 was Bresciano de getuige van Grella toen deze trouwde met de Italiaanse Barbara. Grella beschreef Bresciano in 2005 als zelfs meer dan een broer.

## Statistieken
| Seizoen         | Club            |                                       | Competitie      | Competitie | Competitie | Beker | Beker | Internationaal | Internationaal | Totaal | Totaal |
| Seizoen         | Club            | Wed.                                  | Competitie      | Dlp.       | Wed.       | Dlp.  | Wed.  | Dlp.           | Wed.           | Dlp.   |        |
| --------------- | --------------- | ------------------------------------- | --------------- | ---------- | ---------- | ----- | ----- | -------------- | -------------- | ------ | ------ |
| 1997/98         | Carlton SC      | Vlag van Australië                    | NSL             | 10         | 2          | 4     | 1     | -              | -              | 14     | 3      |
| 1998/99         | Carlton SC      | Vlag van Australië                    | NSL             | 18         | 4          | 0     | 0     | -              | -              | 18     | 4      |
| Club totaal     | Club totaal     | Club totaal                           | Club totaal     | 28         | 6          | 4     | 1     | 0              | 0              | 32     | 7      |
| 1999/00         | Empoli FC       | Vlag van Italië                       | Serie B         | 17         | 2          | 0     | 0     | -              | -              | 17     | 2      |
| 2000/01         | Empoli FC       | Vlag van Italië                       | Serie B         | 30         | 5          | 1     | 1     | -              | -              | 31     | 6      |
| 2001/02         | Empoli FC       | Vlag van Italië                       | Serie B         | 33         | 10         | 0     | 0     | -              | -              | 33     | 10     |
| Club totaal     | Club totaal     | Club totaal                           | Club totaal     | 80         | 17         | 1     | 1     | 0              | 0              | 81     | 18     |
| 2002/03         | Parma FC        | Vlag van Italië                       | Serie A         | 25         | 0          | 2     | 0     | 1              | 0              | 28     | 0      |
| 2003/04         | Parma FC        | Vlag van Italië                       | Serie A         | 33         | 8          | 3     | 2     | 2              | 0              | 38     | 10     |
| 2004/05         | Parma FC        | Vlag van Italië                       | Serie A         | 33         | 3          | 1     | 1     | 9              | 0              | 43     | 4      |
| 2005/06         | Parma FC        | Vlag van Italië                       | Serie A         | 32         | 8          | 2     | 0     | -              | -              | 34     | 8      |
| Club totaal     | Club totaal     | Club totaal                           | Club totaal     | 123        | 19         | 8     | 3     | 12             | 0              | 143    | 22     |
| 2006/07         | US Palermo      | Vlag van Italië                       | Serie A         | 34         | 6          | 1     | 0     | 5              | 0              | 40     | 6      |
| 2007/08         | US Palermo      | Vlag van Italië                       | Serie A         | 26         | 1          | 2     | 0     | 2              | 0              | 30     | 1      |
| 2008/09         | US Palermo      | Vlag van Italië                       | Serie A         | 26         | 4          | 1     | 0     | -              | -              | 27     | 4      |
| 2009/10         | US Palermo      | Vlag van Italië                       | Serie A         | 21         | 1          | 2     | 1     | -              | -              | 23     | 2      |
| Club totaal     | Club totaal     | Club totaal                           | Club totaal     | 107        | 12         | 6     | 1     | 7              | 0              | 120    | 13     |
| 2010/11         | SS Lazio        | Vlag van Italië                       | Serie A         | 20         | 0          | 6     | 2     | -              | -              | 26     | 2      |
| Club totaal     | Club totaal     | Club totaal                           | Club totaal     | 20         | 0          | 6     | 2     | 0              | 0              | 26     | 2      |
| 2011/12         | Al-Nasr SC      | Vlag van Verenigde Arabische Emiraten | VAE Liga        | 17         | 10         | 0     | 0     | 4              | 0              | 21     | 10     |
| Club totaal     | Club totaal     | Club totaal                           | Club totaal     | 17         | 10         | 0     | 0     | 4              | 0              | 21     | 10     |
| 2012/13         | Al-Gharafa      | Vlag van Qatar                        | Qatari League   | 19         | 1          | 0     | 0     | 4              | 0              | 23     | 1      |
| 2013/14         | Al-Gharafa      | Vlag van Qatar                        | Qatari League   | 11         | 0          | 0     | 0     | 0              | 0              | 11     | 0      |
| Club totaal     | Club totaal     | Club totaal                           | Club totaal     | 34         | 1          | 0     | 0     | 4              | 0              | 34     | 1      |
| Carrière totaal | Carrière totaal | Carrière totaal                       | Carrière totaal | 405        | 65         | 25    | 8     | 19             | 0              | 449    | 73     |

Bijgewerkt op 18 juni 2014.

## Erelijst

### MetAustralië
| Competitie     | Winnaar | Winnaar | Runner-up | Runner-up |
| Competitie     | Aantal  | Jaren   | Aantal    | Jaren     |
| -------------- | ------- | ------- | --------- | --------- |
| Internationaal |         |         |           |           |
| Azië Cup       | 1x      | 2015    | –         |           |